# 성서고고학
성서 고고학(영어: Biblical Archaeology)은 성서에 등장하는 인물과 장소에 관한 삶과 문화, 그리고 역사적 배경을 연구하는 학문이다.
과거 성서를 근거로 해서 고대 이스라엘 역사를 재구성할 수 있다고 믿었던 윌리엄 올브라이트와 같은 학자들에게 성서 고고학은 말 그대로 성서의 텍스트를 증명하기 위한 수단이자 목적과도 같았다. 하지만 그동안의 고고학 발전을 통해서 성서가 고고학적 증거와는 상반된 경우가 많다는 사실이 밝혀지면서 성서 고고학이란 용어는 성서학과 고고학계에서는 뜨거운 감자가 되었다. 고고학계에서는 근동 고고학 혹은 시리아-팔레스타인 고고학으로 용어를 대체해야 한다는 주장이 큰 목소리를 내고 있지만 그럼에도 불구하고 성서 고고학이란 용어는 여전히 사용되고 있다.
그리고 최근 수십 년간 성서 고고학은 고고학의 발전과 더불어 변화를 겪어왔다.
최근의 성서 고고학(근동 고고학)은 인지과정고고학의 영향을 많이 받은 듯 보인다. 하지만 그럼에도 고고학적 해석에 있어서 성서가 차지하는 위치에 대한 논쟁이 학계에서 여전히 진행되고 있다. 예를 들어, 쇼셍크의 침입과 관련한 고고학적 자료의 연대결정, 블레셋의 단색토기와 2색토기에 관한 연대측정 등은 고고학자들 사이에서 상반된 의견을 보이는 쟁점이다. 특히 다윗과 솔로몬의 통일왕조와 관련된 유물의 연대결정과 같은 문제는 텔아비브 학파(이스라엘 핑켈슈타인 등)와 미국의 고고학자들(윌리엄 데버와 로렌스 스태거 등)사이에서 상당한 기간 동안 논쟁이 지속되었다. 성서 고고학이 해결해야 할 앞으로의 과제는 비록 족장 시기 및 가나안 정복 이론이 성서학계와 고고학계에서 더 이상 지지를 받지 못하는 상황에서 통일왕조와 분열왕국시대에 관한 학자들의 일치된 견해가 어떤 식으로(통일왕조마저 회의적인 의견이 주류를 이룰 것인가에 대한) 모아지는가에 달려있다고 해도 과언이 아니다.

## 같이 보기
- 성서학
- 철기 시대